# Ellsworth (Michigan)
Ellsworth – wieś w Stanach Zjednoczonych, w stanie Michigan, w hrabstwie Antrim.